# Supercopa da UEFA de 2011
A Supercopa da UEFA de 2011 foi a 36ª edição da Supercopa Europeia. O Barcelona venceu a edição derrotando o FC Porto por 2–0, com golos de Lionel Messi e Francesc Fàbregas.

## Detalhes
| 26 de agosto | Barcelona                            | 2 – 0 | Porto | Stade Louis II, Mónaco                     |
| 19:45 UTC+0  | Lionel Messi 39' · Cesc Fàbregas 88' |       |       | Público: 18 048 Árbitro: NED Björn Kuipers |

| Barcelona | Porto |

|               |    |                     |     |     |
|               |    |                     |     |     |
| GK            | 1  | Víctor Valdés       |     |     |
| RB            | 2  | Daniel Alves        |     |     |
| CB            | 14 | Javier Mascherano   |     |     |
| CB            | 22 | Éric Abidal         |     |     |
| LB            | 21 | Adriano             |     | 63' |
| DM            | 15 | Keita               |     |     |
| CM            | 6  | Xavi (c)            |     |     |
| CM            | 8  | Iniesta             | 51' |     |
| RF            | 17 | Pedro               |     | 80' |
| SS            | 10 | Messi               |     |     |
| LF            | 7  | David Villa         |     | 61' |
| Substitutos:  |    |                     |     |     |
| GK            | 36 | Oier Olazábal       |     |     |
| DF            | 24 | Andreu Fontàs       |     |     |
| MF            | 4  | Cesc Fàbregas       |     | 80' |
| MF            | 11 | Thiago Alcântara    |     |     |
| MF            | 16 | Sergio Busquets     |     | 63' |
| MF            | 28 | Jonathan dos Santos |     |     |
| FW            | 9  | Alexis Sánchez      |     | 61' |
| Treinador:    |    |                     |     |     |
| Pep Guardiola |    |                     |     |     |

|               |    |                    |          |     |
|               |    |                    |          |     |
| GK            | 1  | Helton (c)         |          |     |
| RB            | 21 | Cristian Săpunaru  |          |     |
| CB            | 14 | Rolando            | 65', 86' |     |
| CB            | 30 | Nicolás Otamendi   |          |     |
| LB            | 13 | Jorge Fucile       |          |     |
| DM            | 23 | Souza              |          | 77' |
| CM            | 6  | Fredy Guarín       | 82', 90' |     |
| CM            | 8  | João Moutinho      |          |     |
| RW            | 12 | Hulk               |          |     |
| CF            | 11 | Kléber             |          | 77' |
| LW            | 10 | Cristian Rodríguez | 30'      | 69' |
| Substitutos:  |    |                    |          |     |
| GK            | 31 | Rafael Bracalli    |          |     |
| DF            | 4  | Maicon             |          |     |
| MF            | 7  | Fernando Belluschi |          | 77' |
| MF            | 25 | Fernando           |          | 77' |
| MF            | 35 | Steven Defour      |          |     |
| FW            | 17 | Silvestre Varela   |          | 69' |
| FW            | 20 | Djalma             |          |     |
| Treinador:    |    |                    |          |     |
| Vítor Pereira |    |                    |          |     |

## Campeão
| Supercopa Europeia de 2011    |
| Espanha                       |
| ----------------------------- |
| Barcelona Campeão (4º título) |